# Straßenbahn Tours
Die Straßenbahn Tours (frz. Tramway de Tours) ist ein im Betrieb befindliches Straßenbahnsystem in der französischen Stadt Tours. Die Inbetriebnahme der ersten Linie fand am 31. August 2013 statt, sie wird durch Keolis Tours betrieben. Eine zweite Linie befindet sich in Planung.
Schon von 1877 an existierte in Tours eine Pferdebahn, von 1900 bis 1949 verkehrte dann eine elektrische Straßenbahn. In deren Nachfolge fuhren bis zum 30. Juni 1968 Oberleitungsbusse.

## Straßenbahn von 1877 bis 1949

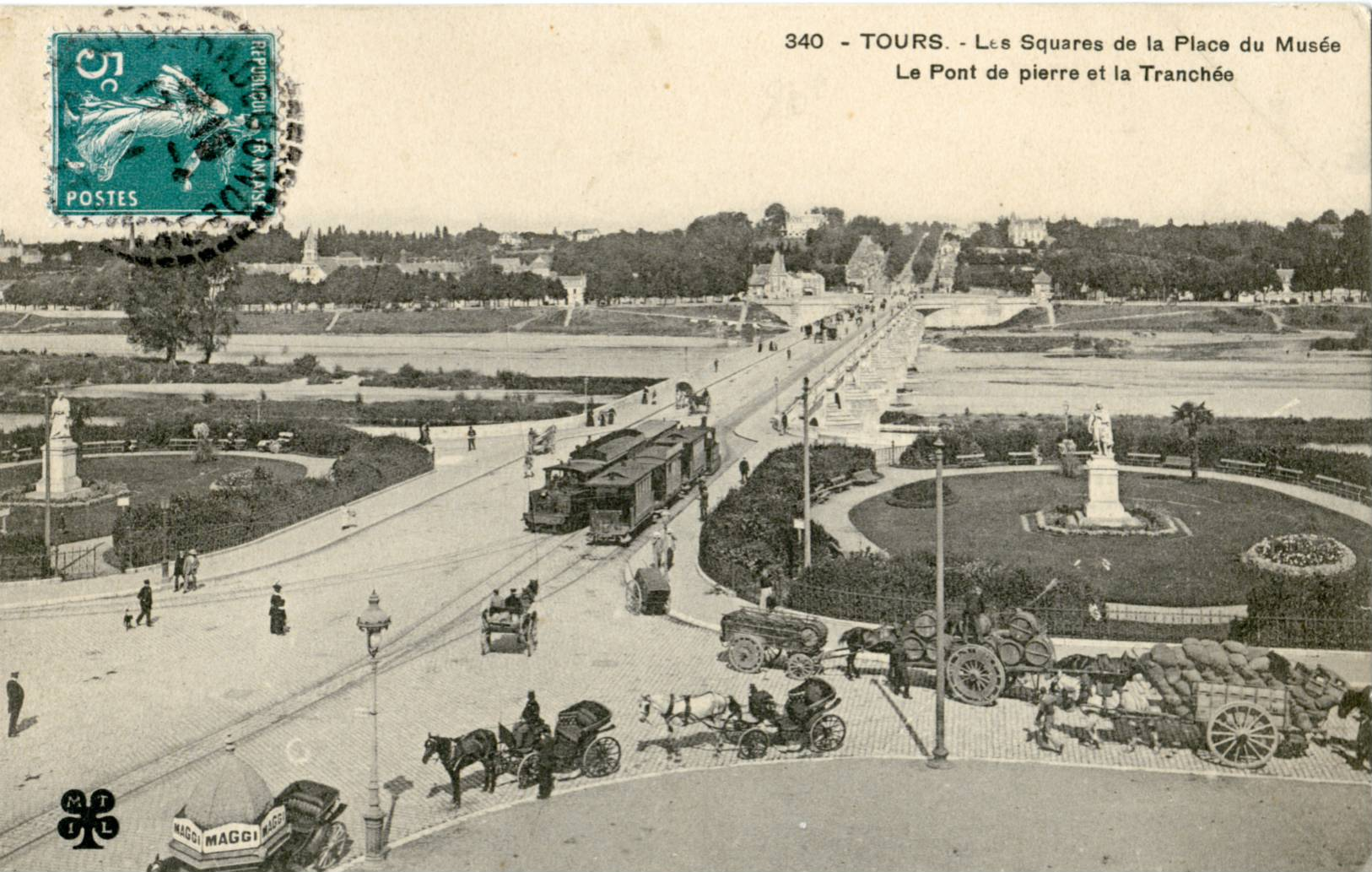
Dampfstraßenbahnen an der Place du Musée (jetzt: Place Anatole France) vor der Loirebrücke Pont de pierre (seit 1918: Pont Wilson)

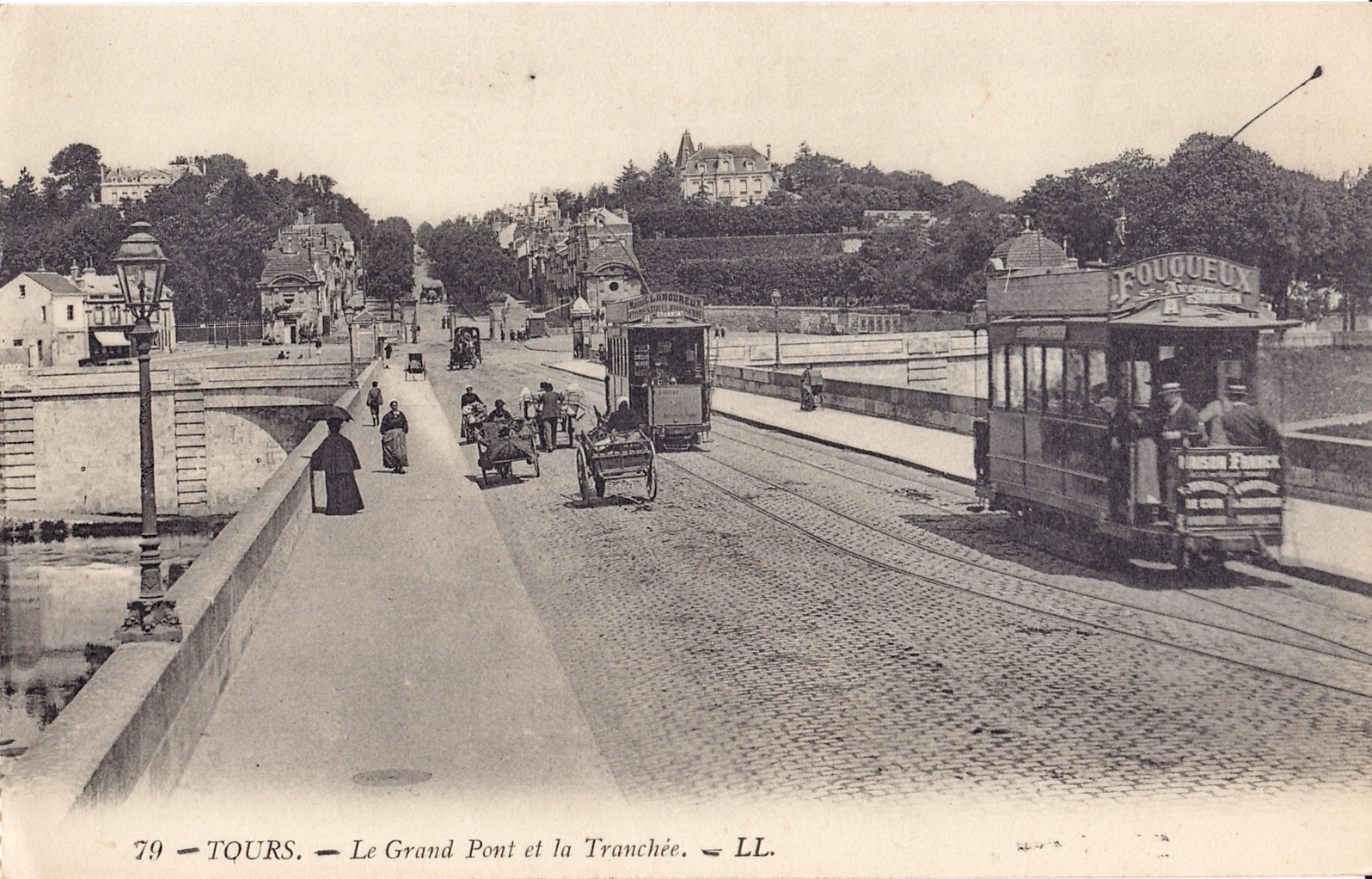
Meterspurige elektrische Triebwagen auf dem Pont de pierre

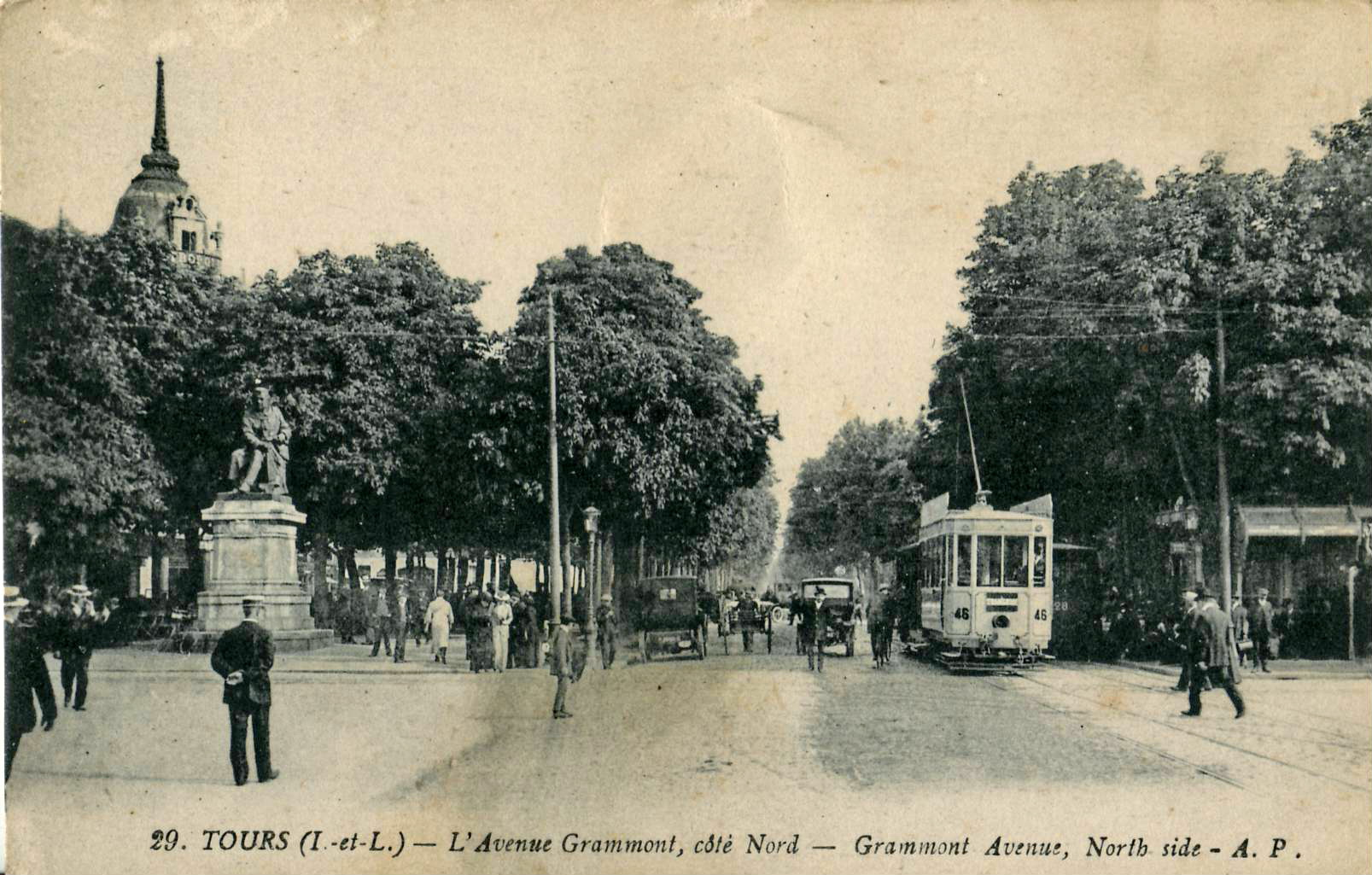
Geschlossener Straßenbahnwagen auf der Avenue de Grammont

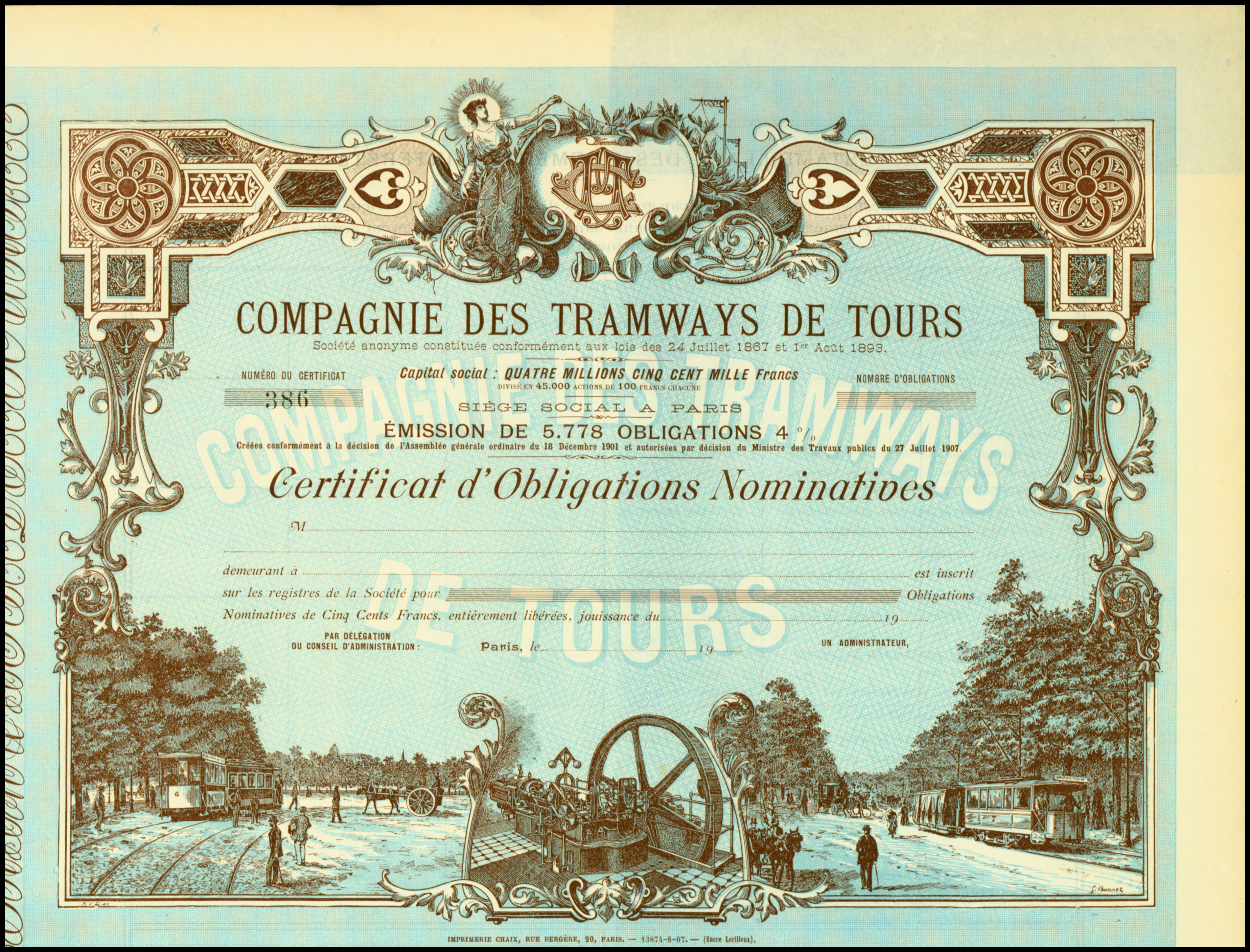
Blankette einer Obligation der Compagnie des Tramways de Tours vom 27. Juli 1907

Im Jahr 1874 entschied Tours, eine Straßenbahn bauen zu lassen. Damit wurde Tours nach Paris, Lille, Le Havre, Marseille und Orléans die sechste französische Stadt mit einer Pferdebahn. Am 23. April 1875 wurde Frédéric de la Hault mit dem Bau und dem Betreiben des Netzes für die nächsten 40 Jahre beauftragt. Die Strecke wurde entlang der Avenue de Grammont regelspurig angelegt und verkehrte erstmals am 8. Juli 1877. Sie pendelte zwischen den Stadttoren in Richtung Vouvray und Grammont. Bereits am 25. Juli 1877 wurde sie um zwei Zweigstrecken, darunter eine zum Bahnhof der Eisenbahngesellschaft P.O., ergänzt. Das Netz wurde durch die auch in anderen Städten agierende „Compagnie générale française de tramways“ (CGFT) betrieben. Von den neunzehn zwischen 1877 und 1894 gelieferten Wagen waren sechs offene Sommerwagen.
Am 16. September 1889 nahm ein unabhängiger Unternehmer eine ebenfalls regelspurige Dampfstraßenbahn nach Vouvray in Betrieb. Die Rowanzüge der „Société de Tramways à Vapeur de Tours à Vouvray“ verkehrten im Stadtgebiet von Tours auf den Gleisen der CGFT. Von deren dreiachsigen Wagen hatten zwei ein offenes Obergeschoss.
Im Juli 1895 begann die CGFT, ihre Pferdebahnen durch Dampftriebwagen der Bauart Serpollet zu ersetzen. Die zehn Fahrzeuge konnten jeweils 31 Fahrgäste befördern und zusätzlich bis zu zwei der alten Pferdebahnwagen ziehen. Im selben Jahr erwog die Stadtverwaltung erstmals die Umstellung auf elektrischen Betrieb. Das Vorhaben überstieg jedoch die finanziellen Möglichkeiten der CGFT, die schließlich 1898 den Betrieb von Tours an die neugegründete „Compagnie des Tramways de Tours“ (CTT) verkaufte.
Die neue Betreibergesellschaft spurte die Bahn, im Hinblick auf mögliche Erweiterungen über Bahnstrecken im Umland, auf Meterspur um. Für die Energieversorgung kam das Diatto-System zur Anwendung, bei dem der Strom von in der Gleisachse liegenden Punktkontakten bezogen wird. So konnte längs der Avenue de Grammont die Anlage eines Fahrdrahts vermieden werden. Die „Société de Tramways à Vapeur de Tours à Vouvray“ gab die Strecke nach Vouvray an die neue Gesellschaft ab.
Die Wagen der Pferdebahn wurden ab 1899 umgespurt, einige davon blieben bis zur Einstellung des Betriebs im Jahr 1949 als Beiwagen im Einsatz. 1901 war nahezu das gesamte Netz umgespurt und elektrifiziert. Lediglich für die – fortan ebenfalls schmalspurige Strecke – Strecke nach Vouvray wurden im Jahr 1900 vom Lokomotivbauer Société de Saint-Léonard Dampflokomotiven erworben, die vor umgebauten Wagen der Rowanzüge liefen.
Ab 1899 wurde der südlich der Stadt gelegene Ort Saint-Avertin erschlossen. Im Jahr 1900 erreichte das Straßenbahnnetz eine Länge von 20 Kilometern. 1903 bestand das Netz aus vier Stadtlinien und einer Vorortstrecke, die je nach Örtlichkeit Diatto-Kontakte oder eine Oberleitung aufwiesen. Neben der Linie A, die vom nördlichen Brückenkopf des Pont de pierre auf dem Straßenzug Rue nationale–Avenue de Grammont im Punktkontaktbetrieb fuhr, hatten auch die Linien B und D zwei, die Linie C sogar drei kurze derartige Abschnitte. Die Triebwagen waren für beide Systeme ausgerüstet. Dazu kamen drei Vorortlinien mit Dampfbetrieb.
Im Jahr 1911 hatte das Netz die größte Ausdehnung erreicht. 1912 wurde der Dampfbetrieb eingestellt, nachdem auch dessen Strecken elektrifiziert worden waren, und 1914 der Punktkontaktbetrieb aufgegeben. 1919 wurde eine erste Strecke stillgelegt und eine der Vorortlinien in das Stadtnetz integriert.
Auf seinem Höhepunkt verfügte der Betrieb über 51 zweiachsige Triebwagen von den Herstellern Thomson (33), Buire (11) und Raghéno (7). Die offenen Fahrstände der Thomson-Wagen wurden vor dem Ersten Weltkrieg geschlossen, ebenso die von zwei Buire-Fahrzeugen.
Anfang der 1930er Jahre war der Wagenpark überaltert und die finanzielle Situation der Betreibergesellschaft prekär. Sie wurde ab 1931 durch das Aufkommen von konkurrierenden Omnibussen entlang der Vorortstrecken verschärft. Bereits am 1. September des folgenden Jahres wurden drei dieser Strecken aufgegeben und acht Buire-Fahrzeuge nach Angers verkauft. Um 1939 existierten noch die Stadtlinien A (Sainte-Radegonde–Parc de Grammont), B (Hôpital–Rue de Paris) und C (Cathédrale–Rabelais) sowie die Vorortlinie Place Anatole France–La Tranchée. Auf ihnen verkehrten 43 Triebwagen, von denen nur noch die drei verbliebenen Buire-Wagen modernisiert wurden.
Während des Zweiten Weltkriegs wurde die Stadt am 15. Juni 1940 von der deutschen Luftwaffe bombardiert, die erste Straßenbahn konnte erst wieder Anfang Juli fahren. In der Zeit der deutschen Besetzung konnte, vor allem wegen fehlender Rohstoffe, der Betrieb nur mit Einschränkungen aufrechterhalten werden. Am 20. Mai 1944 kam es zur Bombardierung der Bahnanlagen der Stadt durch die Alliierten. Das nahe Straßenbahndepot wurde getroffen, acht Trieb- und vier Beiwagen wurden zerstört. Am 22. August 1944 zerstörte die Wehrmacht beim Abzug aus Tours die Loirebrücke Pont Wilson, was zu einer Zweiteilung des Netzes führte. Dieser Zustand dauerte bis zum 10. September 1947 an, bis dahin verband ein Autobus die beiden Loireufer über eine Behelfsbrücke.
Am 1. September 1944 wurde die Stadt befreit, am 26. Oktober verkehrte die erste Bahn auf einem Teilstück der Linie A.
Der schlechte Zustand des veralteten Wagenmaterials führte jedoch zur Entscheidung, die Straßenbahn durch ein Oberleitungsbusnetz zu ersetzen. Am 14. September 1949 wurde der Straßenbahnbetrieb eingestellt.

## Der Weg zur Wiedereinführung einer Straßenbahn
Im Jahr 2007 entschied sich die Stadt nach langem Hin und Her, eine Straßenbahnlinie zu bauen. Zu Beginn der 1990er Jahre hatten erste Überlegungen über die Einführung eines Bussystems mit eigenen Fahrspuren stattgefunden. Es waren zwei Linien im Gespräch, die sich im Zentrum von Tours hätten kreuzen sollen. Die eine hätte die Stadt in Nord-Süd-Richtung durchquert, die andere von Ost nach West. Der im Jahr 2003 verabschiedete „Plan de déplacements urbains“ (PUD) übernahm größtenteils die vorherigen Überlegungen. Schließlich wurde die Straßenbahn als Verkehrsmittel gewählt, da es sich als möglich erwies, abschnittsweise auf eine Oberleitung zu verzichten, um den historischen Stadtkern durch diese nicht zu stören.

## Normalspurige Straßenbahn seit 2013

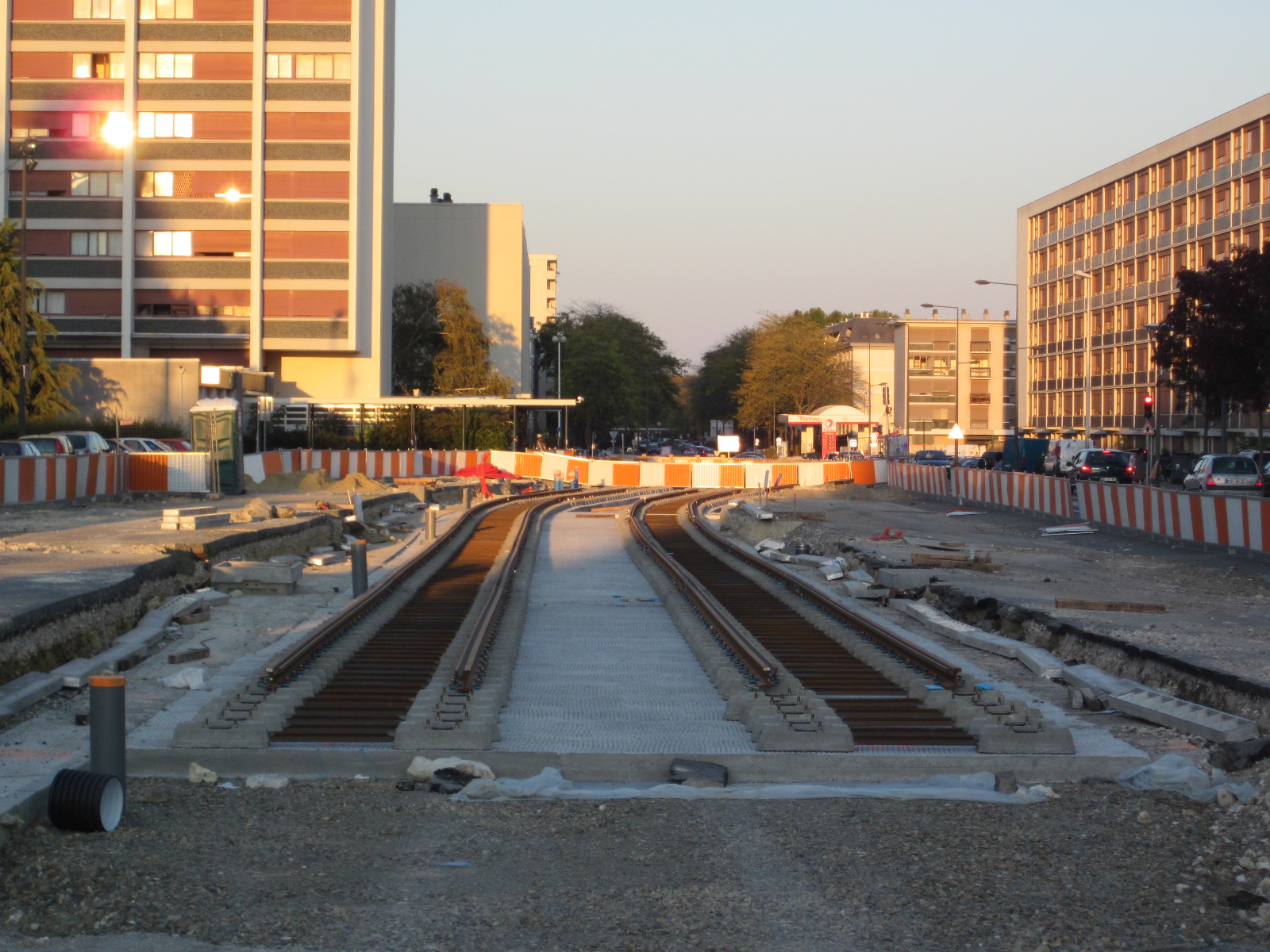
Oberbauarbeiten im Oktober 2011

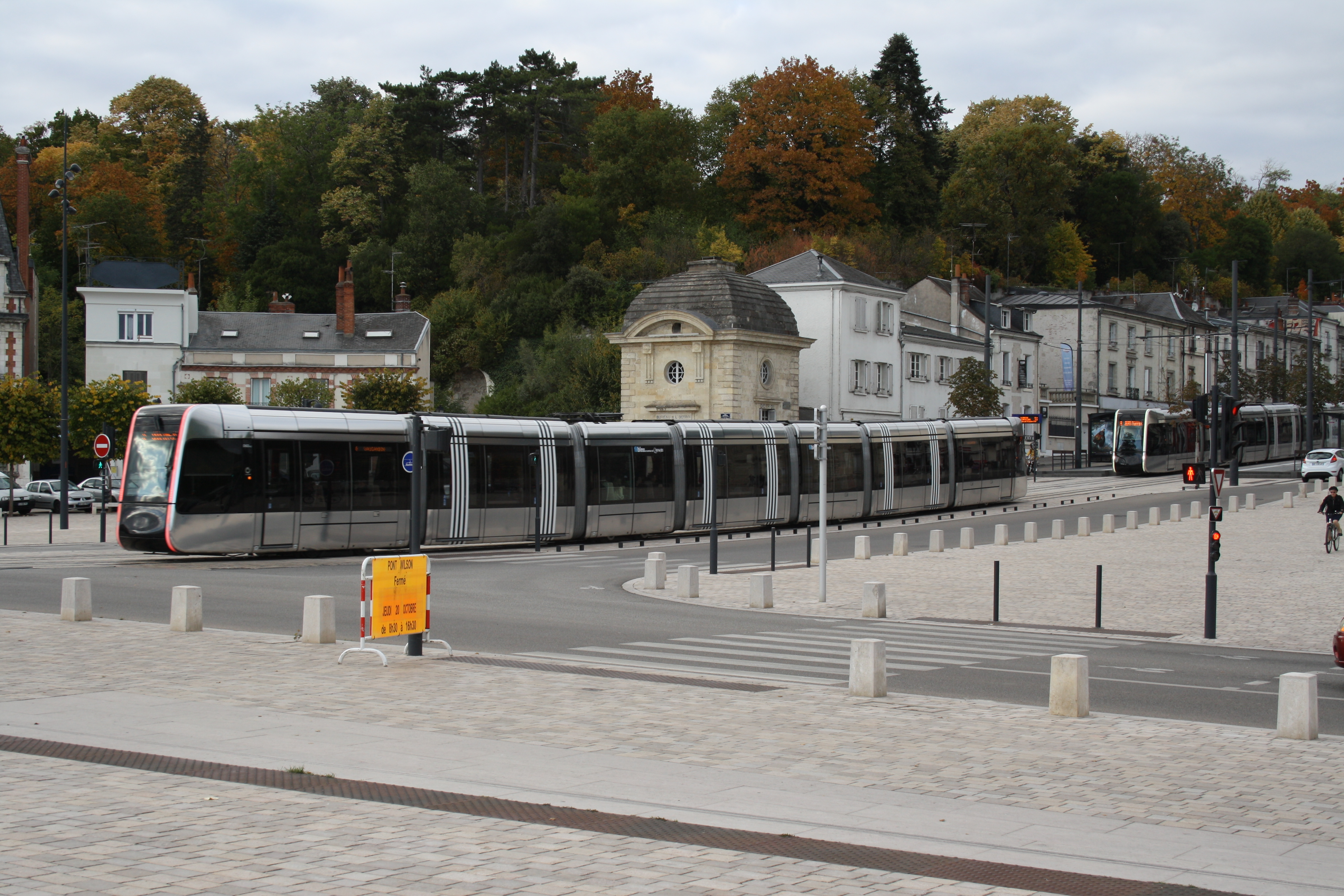
Zwei Citadis 402 an der Place Choiseul

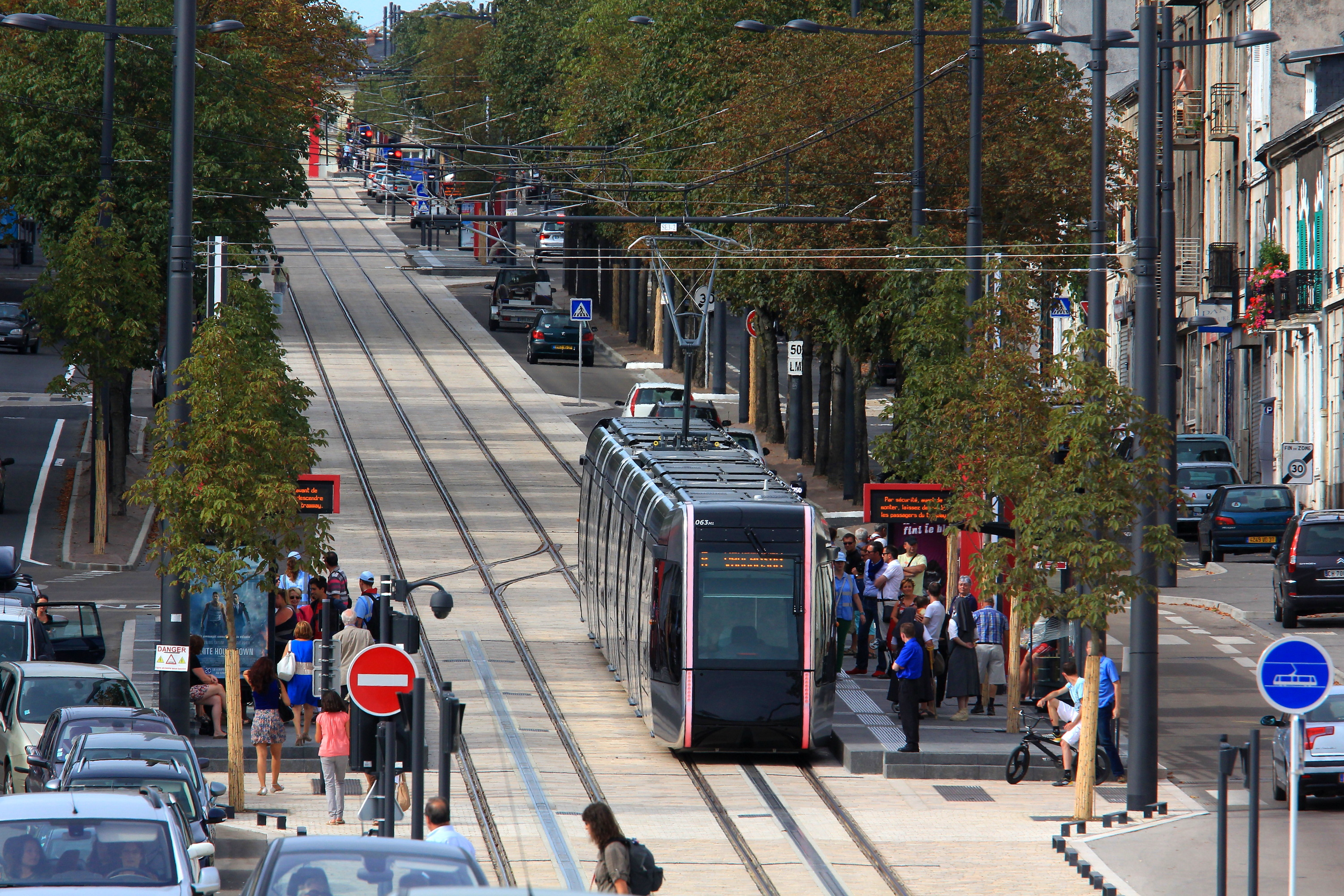
Die Station Choiseul ist Systemwechselstelle
Oberleitung / Stromschiene

Die erste Linie, welche die Stadt in Nord-Süd-Richtung durchquert, ging am 31. August 2013 in Betrieb. Darüber hinaus ist noch eine zweite Linie im Gespräch, welche in Ost-West-Richtung verlaufen soll.

### Zeitplan und Bau
Die Vorplanung der ersten Linie fand bis zum Sommer 2010 statt, sodass am 21. Dezember 2010 die Déclaration d’utilité publique erfolgte. Am 9. September desselben Jahres wurde Alstom mit der Lieferung der Fahrzeuge beauftragt. Im Februar 2011 begann der Bau des Betriebshofs und der neuen Brücke über den Cher, zwei Monate später starteten die Tiefbauarbeiten. Am 15. Mai 2011 wurde ein Mockup des zukünftigen Fahrzeugs der Öffentlichkeit vorgestellt. Die Arbeiten an der Brücke über den Cher endeten im April 2012, seit November jenes Jahres fanden Testfahrten auf den schon fertiggestellten Abschnitten statt. Die Restarbeiten wurden bis Februar 2013 abgeschlossen. Im August begann der Betrieb zunächst ohne Fahrgäste, die kommerziellen Fahrten begannen am 1. September 2013 begonnen.

### Infrastruktur
Die erste Linie A entsprach größtenteils der Linie 1 des Busnetzes. Die Straßenbahn durchquert die Städte Tours und Joué-lès-Tours in Nord-Süd-Richtung und benutzt auf weiten Teilen die schon existierenden Busfahrstreifen. Jedoch weicht die Straßenbahn in der Nähe des Bahnhofs („Gare SNCF“) von Tours davon ab, um diesen besser zu bedienen. Der Pont de Vendée über den Fluss Cher wurde neu gebaut, um einen Umweg über den Pont Saint-Sauveur zu sparen.
Die Linie A ist 14,8 Kilometer lang und hat 29 Haltestellen. Die Bahnsteige weisen eine Länge von 43 m auf und sind 4 m breit. Zwischen den Haltestellen Place Choiseul und Gare SNCF kommt auf einer Länge von zwei Kilometern das System Alimentation Par Sol zum Einsatz. Bei diesem wird der Strom nicht über die Oberleitung, sondern über eine dritte, in den Fahrweg eingelassene Schiene übertragen. Somit wird das Stadtbild nicht durch Masten und den Fahrdraht gestört.
Die Gesamtkosten werden auf 369,1 Millionen Euro geschätzt. Davon entfallen 73 Millionen auf den Kauf der Fahrzeuge.

#### Betriebshof
Der Betriebshof sollte sich ursprünglich am südlichen Ende der Linie befinden. Schlussendlich entschied man sich, ihn in der Nähe des Lycée Vaucanson am nördlichen Linienende zu errichten.

### Betrieb
In der Hauptverkehrszeit verkehrt alle sechs Minuten eine Straßenbahn. Diese benötigt 47 Minuten, um die ganze Linie zu befahren.

### Fahrzeuge
Am 9. September 2010 wurde Alstom mit der Lieferung von 21 Citadis 402, welche 43 Meter lang sind, beauftragt. Der Vertrag hat einen Wert von 73 Millionen Euro. Die Kopfform der Straßenbahnen wurde von der Sitcat (Syndicat des transports en commun de l’agglomération de Tours) vorgegeben. Am Entwurf des Designs waren unter anderem die Künstler Daniel Buren, Roger Tallon und Louis Dandrel beteiligt.

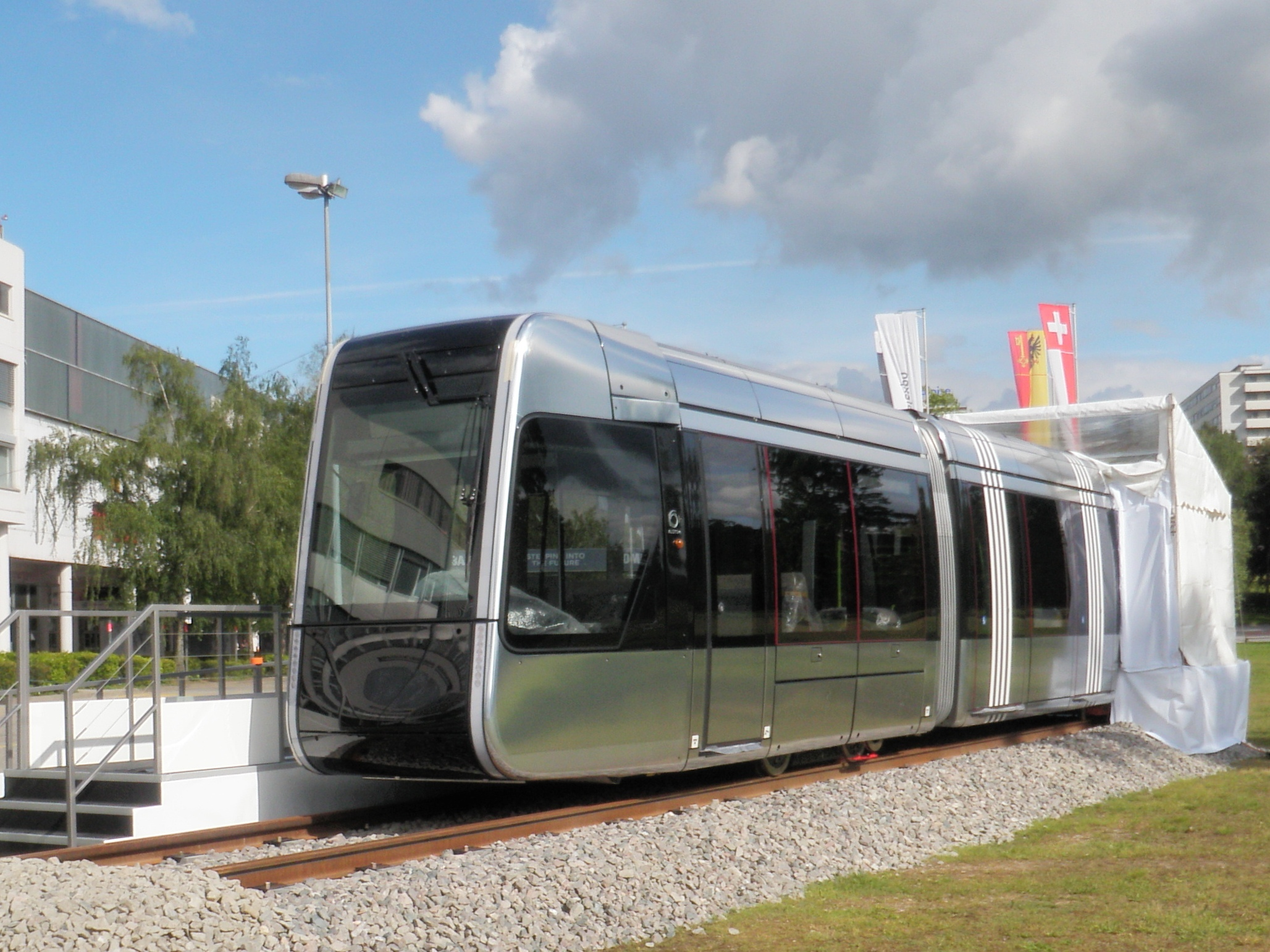
Citadis 402 auf der UITP in Genf
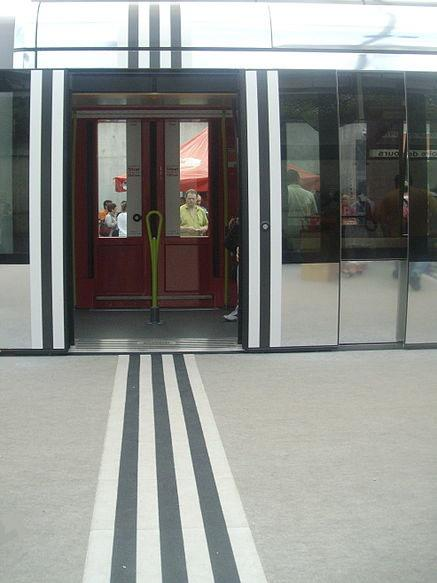
Die Linien von Daniel Buren auf der Straßenbahn und dem Boden
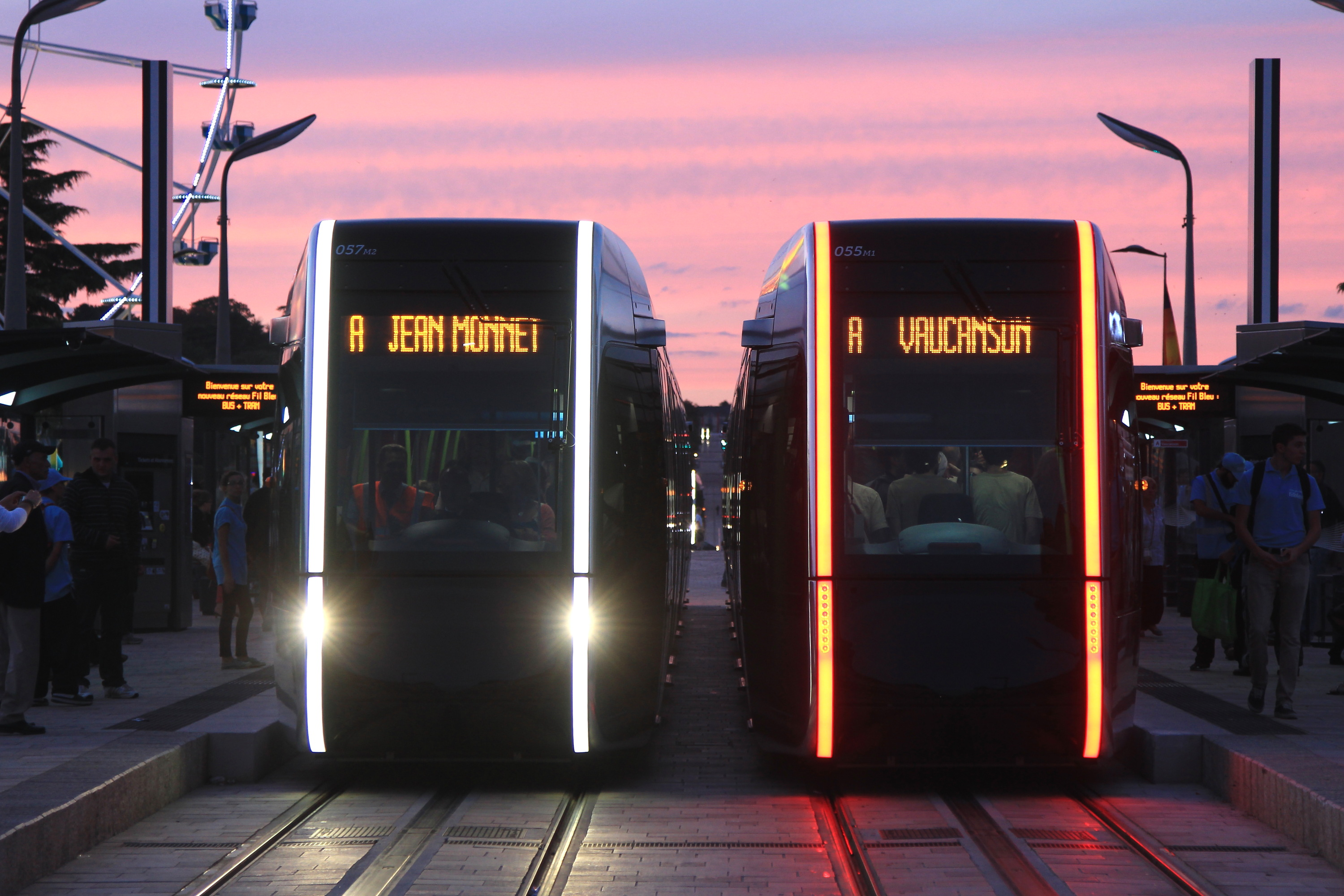
Vertikale Lichtstreifen ergänzen die Front- und ersetzen die Heckleuchten

Im Februar 2024 wurden weitere bis zu 23 Fahrzeuge für den weiteren Netzausbau ausgeschrieben. Der sich daraus ergebende Auftrag über 19 Fahrzeuge wurde im März 2025 an Construcciones y Auxiliar de Ferrocarriles vergeben. Die Abmessungen der siebenteiligen Multigelenkwagen des Typs Urbos 3 bzw. Urbos 100 entsprechen denjenigen der Citadis 402. Die bestellten Fahrzeuge sollen das gleiche Design wie die Citadis 402 erhalten und im Gesamtnetz eingesetzt werden können. Zur Bedienung des oberleitungsfreien Abschnitts werden sie mit Energiespeichern ausgerüstet, statt das APS-System zu nutzen.

### Fahrgastzahlen
Nach der Inbetriebnahme Ende 2013 lag die Fahrgastzahl der Straßenbahnlinie im Jahr 2014, dem ersten vollen Betriebsjahr, bei 14,5 Millionen Fahrten. Diese jährliche Zahl stieg 2016 auf 15,8 Millionen an.
In Bezug auf die tägliche Nutzung lag sie zwei Monate nach der Inbetriebnahme bei 45.000 Fahrgästen pro Tag. Diese Zahl stieg 2015 auf 62.000 und 2016 auf 65.000 mit einem Höchstwert von 70.000 am 10. November.
Das Ziel von 55.000 Fahrgästen pro Tag im Jahr 2018 wurde bereits im September 2014, ein Jahr nach der Inbetriebnahme, an drei aufeinanderfolgenden Tagen erreicht.

### Weiterer Ausbau
Eine zweite Linie soll das Netz vervollständigen. Sie soll das Hôpital Trousseau in Chambray-lès-Tours erschließen. Die erste Variante beginnt am Lycée Vaucanson und folgt der ersten Linie bis zum Bahnhof. Die zweite Variante beginnt am Bahnhof Saint-Pierre-des-Corps und führt bis zum Bahnhof von Tours über die Avenue Jean Bonin. Von dort soll die Avenue de Grammont auf der ganzen Länge benutzt werden, um dann über Saint-Avertin das CHU de Trousseau zu erschließen.